# Dioscorea cordifolia
Dioscorea cordifolia là một loài thực vật có hoa trong họ Dioscoreaceae. Loài này được Laness. mô tả khoa học đầu tiên năm 1886.